# Конголезская федерация футбола (Республика Конго)
Конголезская федерация футбола (фр. Fédération Congolaise de Football, FECOFOOT) — руководящий футбольный орган в Республике Конго. Он был основан в 1962 году, присоединился к ФИФА в 1964 году и к CAF в 1966 году. Организует национальную футбольную лигу и Сборную Республики Конго по футболу.